# Ottavio Bollea
Ottavio Bollea (Moncalieri, 25 agosto 1885 – Torino, 21 agosto 1954) è stato un generale italiano del Regio Esercito durante la seconda guerra mondiale, ricordato per il suo incerto ruolo nel corso delle operazioni italiane sul fronte greco-albanese nel 1941.

## Carriera militare
Allievo dell'Accademia militare nel 1903/1905 ne uscì sottotenente di Artiglieria partecipando alla Grande Guerra quale tenente e capitano. Nel 1917 passò al Corpo di Stato Maggiore, conseguendo i gradi di maggiore e tenente colonnello entro il 1918.
Prenderà poi parte alla Commissione Militare Interalleata di Controllo per la Repubblica d'Austria nel 1920/21.
Al rientro in Italia verrà trasferito al Ministero della Guerra fino al giugno 1926, quando verrà assegnato alla Scuola Centrale di Artiglieria.
Da Colonnello fu comandante del 4º reggimento Contraerei Autocampale nel 1930/33. Dal 1937, promosso Generale di Brigata, fu prima Comandante dell'artiglieria del Corpo d'Armata di Napoli poi Capo di SM della 4ª Armata sino al 15 luglio 1939; Fu da tale data poi Comandante della 7ª Divisione fanteria "Lupi di Toscana" in Albania riportando l'unità in Italia nel dicembre seguente.
Allo scoppio della guerra (10 giugno 1940) si trovava in tale comando e partecipò alle operazioni sul fronte Alpino Occidentale. S'imbarcò ancora per l'Albania nel dicembre 1940 alla testa della detta Divisione ma entro gennaio 1941 ebbe alcuni gravi rovesci dai greci e fu sostituito dal Gen. Gustavo Reisoli dal 10 febbraio successivo, per poi esser posto in congedo definitivo per disposizione del Generale Ugo Cavallero, Capo di Stato Maggiore Generale e responsabile dello scacchiere italo greco.